# دهات دهنه
دهنه  جماعت و شهرکی در جنوب غربی کشور تاجیکستان است که در ناحیهٔ یاوان ولایت ختلان قرار دارد. جمعیت این جماعت ۱۲۷۴۴ است.